# Tommy Aldridge
Pour les articles homonymes, voir Aldridge.

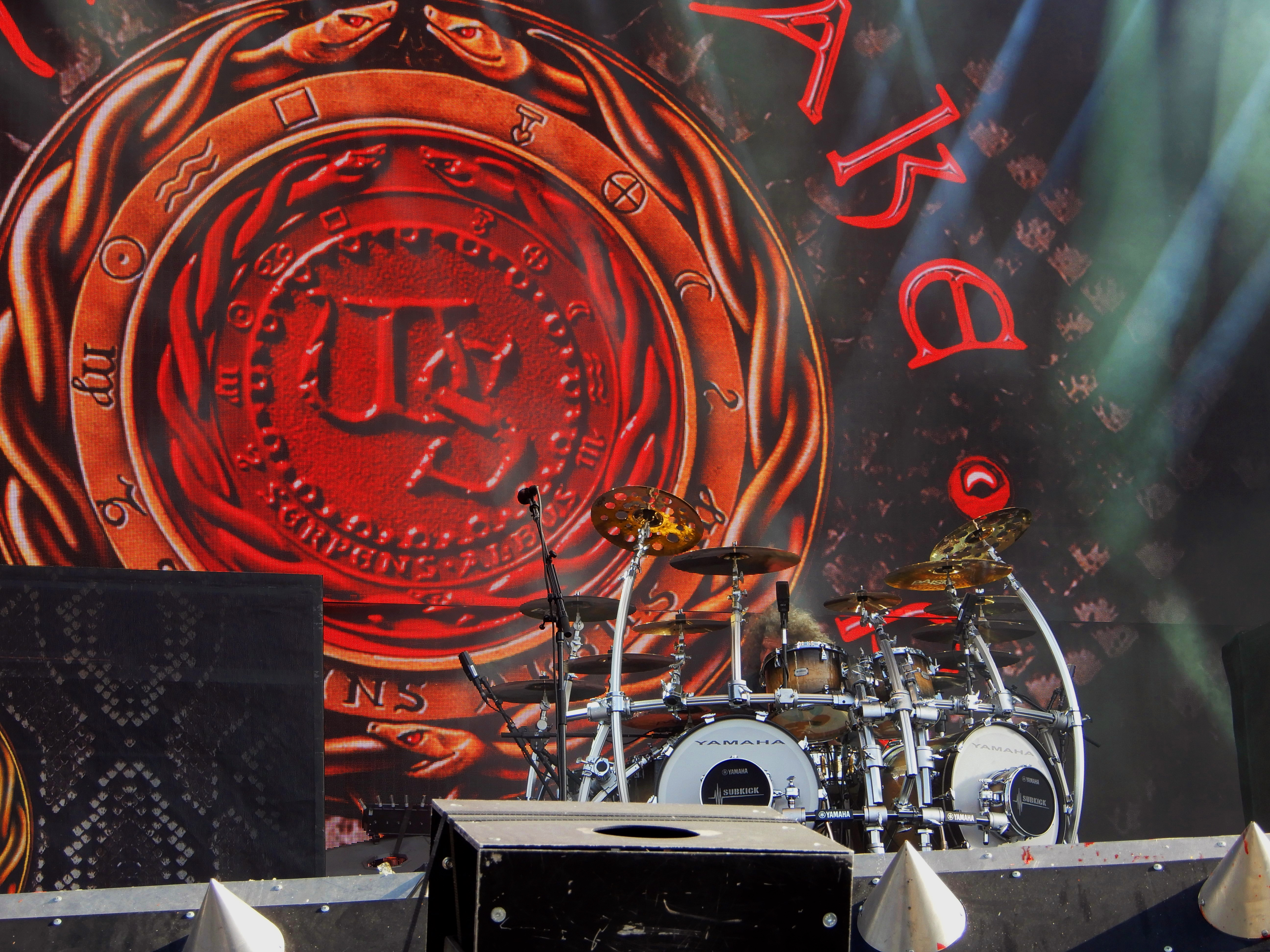
Tommy Aldridge, quasi caché derrière ses fûts (Whitesnake) au Hellfest 2019

Tommy Aldridge, né Thomas Aldridge le 15 août 1950  à Pearl (Mississippi, États-Unis), est un batteur renommé dans le monde du heavy metal.
Il a joué avec des artistes et des groupes très célèbres comme Black Oak Arkansas, Pat Travers Band, Ozzy Osbourne, Whitesnake, Thin Lizzy, James Hetfield ou encore Patrick Rondat. Il est l'un des batteurs qui ont pratiqué et instauré la maîtrise de la double pédale. Son jeu est principalement influencé par des batteurs tels Joe Morello (musicien influent dans le jazz), John Bonham (Led Zeppelin) ou encore Ginger Baker(Cream).

## Carrière
Élevé dans le Mississippi, Aldridge a appris à jouer de la batterie dans les années 1960, construisant un kit pièce par pièce avec l'argent gagné en livrant des journaux et d'autres petits boulots. Il attribue son style unique à l'apprentissage sans l'aide d'un mentor ou d'un enseignant. Alors que sa mère soutenait son désir de jouer de la musique, son père était un alcoolique qui ne voyait pas les musiciens d'un bon œil. En conséquence, tout en pratiquant dans une dépendance de son jardin, Aldridge plaçait souvent des serviettes sur ses peaux de tambour pour empêcher son père d'entendre. Au début des années 1970, Aldridge a commencé à jouer de la musique originale avec Alley Keith dans le Florida Panhandle. Inspiré par des batteurs tels que Louis Bellson et Sam Woodyard, il a commencé à utiliser une configuration de batterie à double grosse caisse et est devenu l'un des premiers pionniers du style de batterie à double coup de pied dans le hard rock.
Après avoir joué pendant une courte période avec le groupe de rock sudiste David and the Giants en 1972, Aldridge a auditionné pour Black Oak Arkansas et a été surpris d'obtenir le poste. Il a fait ses débuts en enregistrement en 1972 avec If an Angel Came to See You, Would You Make Her Feel at Home?, de Black Oak Arkansas. Il a ensuite enregistré plusieurs albums avec le groupe entre 1972 et 1976 et fait de nombreuses tournées. Aldridge a déclaré qu'il n'aimait pas particulièrement la musique de Black Oak Arkansas et que son intention en rejoignant le groupe était d'utiliser cette opportunité comme tremplin pour se faire un nom dans l'industrie, ce dont il dit ne pas être particulièrement fier. sagesse rétrospective. Mécontent de l'utilisation intensive du haschich par le groupe, Aldridge a tenté de quitter Black Oak Arkansas. Comme la direction du groupe ne tenait pas à lui donner sa liberté contractuelle, Aldridge a été contraint de se faufiler au milieu de la nuit et par la suite "se cacher à Chicago". Pendant cette période, il a joué avec un groupe local appelé "d'Thumbs". Un an et demi de procès s'ensuivit, après quoi il fut contractuellement libre d'enregistrer à nouveau. Aldridge a passé de 1978 à 1981 avec le Pat Travers Band, enregistrant cinq albums au cours de cette période.
Après s'être séparé de Travers en 1981, Aldridge a déménagé à Londres, en Angleterre, et a commencé à travailler avec Gary Moore, enregistrant l'album Dirty Fingers. Le guitariste américain Randy Rhoads, qui était récemment arrivé en Angleterre pour enregistrer avec Ozzy Osbourne, était un grand fan du jeu de guitare de Gary Moore, et un jour lui et Bob Daisley sont arrivés pour regarder le groupe répéter. Aldridge et Rhoads sont devenus amis immédiatement. Aldridge connaissait Osbourne depuis plusieurs années, car Black Oak Arkansas avait fait de nombreuses tournées avec le groupe précédent d'Osbourne, Black Sabbath, dans les années 1970, et la nouvelle amitié d'Aldridge avec Rhoads le conduirait à rejoindre le groupe d'Osbourne quelques mois plus tard. Bien qu'Aldridge soit crédité dans les notes de pochette et représenté sur la pochette intérieure de l'album Diary of a Madman d'Ozzy Osbourne en 1981, Lee Kerslake a en fait interprété toutes les parties de batterie de la version originale. Aldridge a déclaré que travailler avec Rhoads dans le groupe d'Osbourne était l'un des "points culminants musicaux" de sa vie. Rhoads a déclaré à propos d'Aldridge à la fin de 1981 qu'"il a toujours été mon batteur préféré", déclarant qu'il avait été "assommé" par le batteur après l'avoir vu jouer avec Black Oak Arkansas à la télévision dans les années 1970. Aldridge est apparu sur l'album Bark at the Moon d'Osbourne en 1983 ainsi que sur deux albums live (Speak of the Devil et Tribute) avant de quitter le groupe en 1984.
Peu de temps après, Aldridge, avec le bassiste et ancien coéquipier d'Ozzy Osbourne Rudy Sarzo, s'est associé au guitariste/claviériste Tony MacAlpine et au chanteur Rob Rock pour former un projet de courte durée appelé M.A.R.S. Amis proches, Aldridge et Sarzo ont tous deux rejoint Whitesnake en 1987 alors que le groupe se préparait à tourner pour soutenir son album Whitesnake vendu multi-platine. Aldridge et Sarzo ont joué sur l'album suivant du groupe, Slip of the Tongue , sorti en 1989. Annonçant qu'il allait faire une pause dans l'industrie de la musique, le leader de Whitesnake David Coverdale a mis le groupe en pause indéfinie après la tournée, et Aldridge a quitté.
Après son passage avec Whitesnake, Aldridge a joué dans le groupe Manic Eden, avec ses anciens coéquipiers de Whitesnake Adrian Vandenberg et Sarzo. La formation comprenait également l'ancien chanteur de Little Caesar, Ron Young.
Au cours des années 1990, Aldridge a enregistré et tourné avec divers groupes, dont Motörhead, House of Lords, Yngwie Malmsteen, John Sykes et Ted Nugent.
Aldridge est un clinicien de batterie très demandé depuis le début des années 1980, et une grande partie de son travail implique des cliniques de batterie et des festivals chaque année.
À partir de 2002, Aldridge a tourné avec Whitesnake aux côtés de David Coverdale (chant), Doug Aldrich (guitare), Reb Beach (guitare), Marco Mendoza/Uriah Duffy (basse) et Timothy Drury (claviers). Aldridge a quitté Whitesnake en 2007 pour poursuivre d'autres projets musicaux.
De 1997 à 2001 et de nouveau de 2007 à 2009, Aldridge était en tournée avec (l'ex-guitariste de Whitesnake et Tygers of Pan Tang) John Sykes de Thin Lizzy aux côtés de Scott Gorham, Darren Wharton et Marco Mendoza.
Thin Lizzy, avec The Answer , devait soutenir AC / DC lors de spectacles dans des stades en Angleterre, en Irlande et en Écosse fin juin 2009, mais ces apparitions ont été annulées après qu'Aldridge se soit cassé la clavicule dans un accident. Le 30 juin, il a été annoncé que Sykes avait quitté Thin Lizzy et tous les spectacles du reste de 2009 ont été annulés ou reportés. Gorham a déclaré qu'il annoncerait sous peu les plans futurs du groupe. En mai 2010, Thin Lizzy n'a pas inclus Aldridge dans la nouvelle formation car il se remettait toujours de sa blessure. Le batteur original de Thin Lizzy, Brian Downey, est revenu dans le groupe.
Le 25 janvier 2013, il a été annoncé qu'Aldridge avait rejoint Whitesnake pour la troisième fois pour la prochaine tournée "Year of the Snake" du groupe. Il a depuis enregistré les albums Flesh & Blood et The Purple Album avec le groupe et reste leur batteur depuis janvier 2020.

## Équipement
Aldridge joue de la batterie Yamaha, une société avec laquelle il travaille depuis 1982 et utilise actuellement des batteries de la série Absolute Maple Nouveau de Yamaha. Ses pédales de grosse caisse sont équipées de batteurs de pédales Danmar 207A Tommy Aldridge. Aldridge est un artiste Paiste depuis janvier 2003. Il utilise des peaux de batterie Remo et des baguettes ProMark. Yamaha a fait d'Aldridge une caisse claire Signature "bientôt disponible" personnalisée qui est un modèle en acier inoxydable 7x14 avec des cerceaux moulés sous pression et du matériel chromé noir. Il approuve également les cymbales Paiste. Sa sélection de cymbales peut varier, mais il préfère leurs cymbales 2002, Signature et RUDE.

## Discographie

### Black Oak Arkansas
- If an Angel Came to See You...
- Street Party
- Ain't Life Grand
- X-Rated
- Balls of Fire
- High on the Hog
- King Biscuit Flower Hour Presents Black Oak Arkansas
- Raunch 'N' Roll Live
- Live! Mutha
- Ten Year Over Night Success

### Pat Travers Band
- Heat in the Street
- Live! Go for What You Know
- Crash and Burn (1980)
- Live in Concert
- Radio Active

### Gary Moore
- Dirty Fingers (1983)
- Live at the Marquee (1983)

### Ozzy Osbourne
- Speak of the Devil (1982)
- Bark at the Moon (1983)
- Tribute
- Diary of a Madman

### Macalpine, Aldridge, Rock, Sarzo (MARS)
- Project: Driver (1986)

### Whitesnake
- Slip of the Tongue (1989)
- Live...In The Shadow Of The Blues (2006)
- Live at Donington 1990 (2011)
- The Purple Album (2015)
- The Purple Tour (2017)
- Flesh & Blood (2019)

### Manic Eden
- Manic Eden (1994)

### Variés
- Hear 'n Aid - "Stars" (chœurs seulement) (1986)
- Yngwie Malmsteen - Inspiration World Tour (1996) & Dragon Attack: A Tribute to Queen - Keep Yourself Alive
- Ruby Starr – Scene Stealer
- Vinnie Moore – Mind's Eye
- Motörhead – March ör Die (1992) version Hellraiser, et "I Ain't No Nice Guy"
- Steve Fister – Age of Great Dreams
- House of Lords – Demons Down
- Pata – Pata (1993)
- Dragon Attack: A Tribute to Queen (1997)
- Patrick Rondat – Amphibia (1996) & On the Edge (1999)
- Thin Lizzy – One Night Only (2000)
- Ted Nugent – Full Bluntal Nugity (2000)
- Chris Catena – Freak Out! (2004)
- John Sykes – 20th Century (1997)
- John Sykes - Bad Boy Live! (2004)
- Iconic – Second Skin (2022)

## Sources
- http://www.best-drummer.com/